# Nyon Challenger 1991
Il Nyon Challenger 1991 è stato un torneo di tennis facente parte della categoria ATP Challenger Series nell'ambito dell'ATP Challenger Series 1991. Il torneo si è giocato a Nyon in Svizzera dal 1 al 7 luglio 1991 su campi in terra rossa.

## Vincitori

### Singolare
Markus Naewie ha battuto in finale  Vladimir Gabričidze con il punteggio di 6–3, 7–5

### Doppio
Martin Damm /  Branislav Stankovič hanno battuto in finale  Otis Smith /  Vince Van Gelderen con il punteggio di 6–1, 7–6